# Jan-Willem van Schip
Jan-Willem van Schip (* 20. August 1994 in Schalkwijk, Houten) ist ein niederländischer Radsportler.

## Sportliche Laufbahn
Seit 2011 ist Jan-Willem van Schip eine feste Größe im niederländischen Radsport, in seiner jeweiligen Altersklasse. Seit 2015 ist er Mitglied des niederländischen Bahnvierers. 2016 gewann er eine Etappe der Tour of Mersin, bei der er auch zwei Tage lang das Führungstrikot trug.
2016 wurde van Schip für die Teilnahme an den Olympischen Spielen in Rio de Janeiro nominiert, wo er gemeinsam mit Wim Stroetinga, Joost van der Burg und Nils van ’t Hoenderdaal in der Mannschaftsverfolgung startete. Nach einem Sturz von van der Burg in der Qualifikation schied der niederländische Vierer aus.
Bei den UCI-Bahn-Weltmeisterschaften 2018 in Apeldoorn errang van Schip im Punktefahren sowie im Omnium jeweils eine Silbermedaille. 2019 wurde er Weltmeister im Punktefahren und errang bei den Europaspielen drei Medaillen: Gold im Omnium sowie jeweils Silber im Punktefahren und mit Yoeri Havik im Zweier-Mannschaftsfahren. Auf der Straße entschied er eine Etappe der Belgien-Rundfahrt für sich. 2020 errang er auf der Bahn jeweils Gold beim Weltcup in Milton im Omniums und mit Havik im Zweier-Mannschaftsfahren. Bei den Weltmeisterschaften in Berlin wurde er Vize-Weltmeister im Omnium.
Im August 2021 startete van Schip bei den Olympischen Spielen in Tokio. Im Zweier-Mannschaftsfahren belegte er mit Havik Platz fünf und im Omnium Platz sechs. 2022 gewann er gemeinsam mit Havik das Zweier-Mannschaftsfahren beim Lauf des Nations’ Cup im kanadischen Milton. Im Jahr darauf wurden die beiden Fahrer  Weltmeister im Zweier-Mannschaftsfahren.
2024 wurde van Schip gemeinsam mit Yoeri Havik für das Zweier-Mannschaftsfahren bei den Olympischen Spielen in Paris nominiert, van Schip soll zudem das Omnium bestreiten.

## Erfolge

### Straße
2016
- eine Etappe Tour of Mersin
- Grote Prijs Marcel Kint
- eine Etappe und Punktewertung Olympia’s Tour

2017
- Ronde van Drenthe
- eine Etappe Tour de Normandie
- eine Etappe An Post Rás
- eine Etappe Okolo Jižních Čech

2018
- Slag om Norg

2019
- eine Etappe Belgien-Rundfahrt

### Bahn
2017
- Niederländischer Meister – Omnium

2018
- Weltmeisterschaft – Punktefahren, Omnium
- Weltcup in Minsk – Punktefahren, Omnium

2019
- Weltmeister – Punktefahren
- Europaspielesieger – Omnium
- Europaspiele – Punktefahren, Zweier-Mannschaftsfahren (mit Yoeri Havik)
- Europameisterschaft – Punktefahren, Zweier-Mannschaftsfahren (mit Yoeri Havik)
- Niederländischer Meister – Omnium

2020
- Weltcup in Milton – Omnium, Zweier-Mannschaftsfahren (mit Yoeri Havik)
- Weltmeisterschaft – Omnium

2021
- Europameister – Zweier-Mannschaftsfahren (mit Yoeri Havik)

2022
- Nations’ Cup in Milton – Zweier-Mannschaftsfahren (mit Yoeri Havik)

2023
- Weltmeister – Zweier-Mannschaftsfahren (mit Yoeri Havik)